# أحمد شياع البراك
أحمد شياع غبيشي دليمي البراك هو سياسي ليبرالي عراقي ومحامي من عائلة غنية من الحلة مركز محافظة بابل، كان عضوا في مجلس الحكم العراقي الذي تأسس بعد احتلال العراق واستمر من تموز عام 2003 إلى تموز عام 2004.
كما عمل في وزارة الخارجية العراقية للفترة 1991 إلى 2003، وشغل منصب رئيس هيئة نزاعات الملكية حتى عام 2010.
كان البراك عضوا في الجمعية الوطنية الانتقالية، ثم عين رئيسا لهيئة نزاعات الملكية في فترة حكومة رئيس الوزراء السابق إبراهيم الجعفري الممتدة من أيار عام 2005 إلى أيار عام 2006 ، وفي عام 2007 أصدر مجلس الوزراء توصية إلى مجلس النواب لتعينه رئيسا لهيئة دعاوى الملكية، كما شارك البراك في انتخابات مجلس النواب عام 2005 مع المتحدث السابق باسم مجلس الحكم حميد الكفائي في قائمة أطلقوا عليها اسم حمد، كما شارك البراك في الانتخابات البرلمانية عام 2010 ضمن قائمة ائتلاف وحدة العراق التي يتزعمها وزير الداخلية العراقي السابق جواد البولاني.
في عام 2010، اختلف مع رئيس الوزراء في حينها نوري المالكي حيث اتهمه بأن حزبه (أي حزب الدعوة الإسلامية) يتاجر بعقارات المنطقة الخضراء، في المقابل أصدر نوري المالكي قرارا باعتقاله.
في عام 2012، حكم بالسجن 3 سنوات بتهمة تجاوز صلاحياته في الصرف على النشاطات الاجتماعية من خلال إنفاق مبلغ 140 مليون دينار عراقي لتغطية نفقات زفاف جماعي لمائة وثلاثين زوجا وزوجة عام 2008.